# هاغفورس
هاغفورس (بالإنجليزية: Hagfors)‏ هي مدينة من مدن السويد تقع في مقاطعة فارملاند.

## المناخ
يظهر الجدول التالي التغييرات المناخية على مدار السنة لهاغفورس:
| البيانات المناخية لـهاغفورس                     | البيانات المناخية لـهاغفورس | البيانات المناخية لـهاغفورس | البيانات المناخية لـهاغفورس | البيانات المناخية لـهاغفورس | البيانات المناخية لـهاغفورس | البيانات المناخية لـهاغفورس | البيانات المناخية لـهاغفورس | البيانات المناخية لـهاغفورس | البيانات المناخية لـهاغفورس | البيانات المناخية لـهاغفورس | البيانات المناخية لـهاغفورس | البيانات المناخية لـهاغفورس | البيانات المناخية لـهاغفورس |
| الشهر                                           | يناير                       | فبراير                      | مارس                        | أبريل                       | مايو                        | يونيو                       | يوليو                       | أغسطس                       | سبتمبر                      | أكتوبر                      | نوفمبر                      | ديسمبر                      | المعدل السنوي               |
| ----------------------------------------------- | --------------------------- | --------------------------- | --------------------------- | --------------------------- | --------------------------- | --------------------------- | --------------------------- | --------------------------- | --------------------------- | --------------------------- | --------------------------- | --------------------------- | --------------------------- |
| الدرجة القصوى °م (°ف)                           | 8.8 (47.8)                  | 11.3 (52.3)                 | 18.0 (64.4)                 | 25.2 (77.4)                 | 28.5 (83.3)                 | 33.4 (92.1)                 | 33.4 (92.1)                 | 34.4 (93.9)                 | 27.2 (81.0)                 | 20.2 (68.4)                 | 13.1 (55.6)                 | 9.8 (49.6)                  | 34.4 (93.9)                 |
| متوسط درجة الحرارة الكبرى °م (°ف)               | −1.9 (28.6)                 | −0.6 (30.9)                 | 3.4 (38.1)                  | 10.7 (51.3)                 | 15.4 (59.7)                 | 19.6 (67.3)                 | 22.0 (71.6)                 | 20.3 (68.5)                 | 15.6 (60.1)                 | 8.5 (47.3)                  | 3.4 (38.1)                  | −1.3 (29.7)                 | 8.7 (47.7)                  |
| المتوسط اليومي °م (°ف)                          | −5.8 (21.6)                 | −5.2 (22.6)                 | −2.0 (28.4)                 | 4.3 (39.7)                  | 9.0 (48.2)                  | 12.9 (55.2)                 | 15.8 (60.4)                 | 14.4 (57.9)                 | 9.8 (49.6)                  | 4.3 (39.7)                  | 0.2 (32.4)                  | −4.9 (23.2)                 | 4.4 (39.9)                  |
| متوسط درجة الحرارة الصغرى °م (°ف)               | −9.6 (14.7)                 | −9.6 (14.7)                 | −7.4 (18.7)                 | −2.2 (28.0)                 | 2.7 (36.9)                  | 6.3 (43.3)                  | 9.6 (49.3)                  | 8.4 (47.1)                  | 3.9 (39.0)                  | 0.0 (32.0)                  | −3.0 (26.6)                 | −8.5 (16.7)                 | −0.7 (30.7)                 |
| أدنى درجة حرارة °م (°ف)                         | −42.0 (−43.6)               | −38.0 (−36.4)               | −31.7 (−25.1)               | −26.6 (−15.9)               | −9.4 (15.1)                 | −3.9 (25.0)                 | −0.9 (30.4)                 | −3.4 (25.9)                 | −8.2 (17.2)                 | −17.6 (0.3)                 | −27.9 (−18.2)               | −35.4 (−31.7)               | −42.0 (−43.6)               |
| الهطول مم (إنش)                                 | 41.7 (1.64)                 | 29.4 (1.16)                 | 34.6 (1.36)                 | 39.3 (1.55)                 | 48.2 (1.90)                 | 68.0 (2.68)                 | 79.9 (3.15)                 | 80.2 (3.16)                 | 75.6 (2.98)                 | 65.2 (2.57)                 | 62.3 (2.45)                 | 47.0 (1.85)                 | 671.3 (26.43)               |
| المصدر #1: SMHI Precipitation normals 1961-1990 |                             |                             |                             |                             |                             |                             |                             |                             |                             |                             |                             |                             |                             |
| المصدر #2: SMHI average data 2002-2015          |                             |                             |                             |                             |                             |                             |                             |                             |                             |                             |                             |                             |                             |

## أعلام
- أنديرس اولسون
- جيمي جانسون
- كارل جون بيرغمان
- إينجمار يوهانسون
- بول اولسون